# August Kotthaus
August Kotthaus (* 18. November 1884 in Dörperhöhe, Kreis Lennep; † 12. Juli 1941 in Jena) war ein Maschinenbauingenieur und von 1920 bis 1941 Geschäftsführer von Carl Zeiss Jena.

August Kotthaus (1935), Geschäftsführer von Carl Zeiss Jena (1920-1941)

## Leben und Wirken

### Kindheit und Schule
August Kotthaus wurde 1884 als Sohn des Lehrers Gustav Kotthaus (1857–1934) und der aus einer Pfarrersfamilie stammenden Adelheid Itzenplitz geboren. Nach dem Abitur in Essen studierte er an der TH Berlin Maschinenbau und erwarb das Diplom mit Auszeichnung.

### Konstrukteur und Ingenieur in Berlin
1909/10 war er als Konstrukteur bei der Berlin-Anhalter-Maschinen AG sowie als Projektionsingenieur bei den Siemens-Schuckert-Werken tätig.

### Carl Zeiss Jena
1910 trat er als Assistent des Betriebsleiters Heckel und als Betriebsingenieur in die Firma Carl Zeiss in Jena ein.
Nach Rückkehr vom Kriegsdienst (1914/15) wurde er Leiter einer Werksabteilung bei Carl Zeiss Jena und 1920 Mitglied der vierköpfigen Geschäftsleitung neben W.Bauersfeld, M. Berger und R. Straubel. Er kümmerte sich um Erneuerung und Verbesserung der Anlagen und Rationalisierung der Produktion, was der Überwindung der Kriegsfolgen und der durch den Krieg verlorengegangen Stellung auf dem Weltmarkt diente. Gleichzeitig wurde unter seinem Einfluss 1928 ein neuer Arbeitsvertrag eingeführt, der Zuschlag für Feiertags- und Nachtarbeit sowie für Überstunden erhöht, die Leistung der Betriebskrankenkasse gesteigert und ein wesentlich verbessertes Pensionsstatut erlassen. Unter seinem Einfluss kam es auch zum Zusammenschluss des Zeisswerks mit einer Reihe anderer optischer Betriebe, unter anderem 1926 mit Zeiss Ikon, Dresden, und 1928 mit M. Hensoldt & Söhne, Wetzlar.

### Nationalsozialismus
Im Jahr 1933 begann der Kampf der Geschäftsleitung von Carl Zeiss Jena gegen den von Wächtler eingesetzten nationalsozialistischen Stiftungskommissar der Carl-Zeiss-Stiftung Dietz und gegen willkürliche Änderung des Stiftungsstatutes der Carl-Zeiss-Stiftung. Gemeinsam mit den Kollegen der Geschäftsleitung Bauersfeld und Henrichs wurde im Jahr 1934 nach 11 Monaten die Absetzung von Dietz erreicht und Esau als neuer Stiftungskommissar eingesetzt.

### Tod

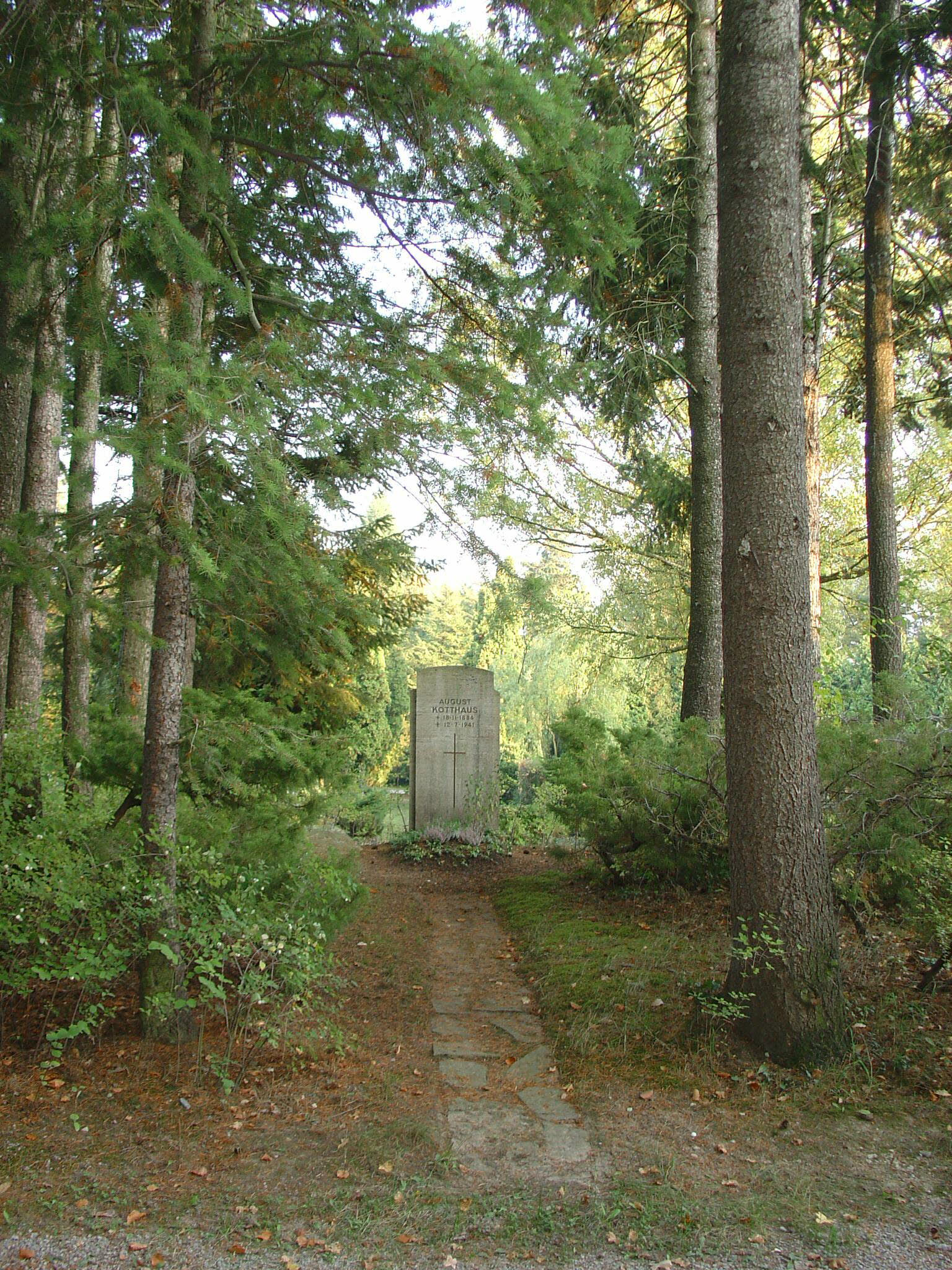
Grab von August Kotthaus (1884 - 1941) auf dem Nordfriedhof Jena (2005)

August Kotthaus starb im Jahre 1941 bei einer Dienstreise in Folge eines Auto-Unfalles. Die Trauerrede am Sarg seines Kollegen leitete Prof. Walther Bauersfeld mit den Worten ein:

„In der Geschichte  des Zeisswerkes hat es außer dem Hinscheiden Ernst Abbes 1905 kein Ereignis von so großer Tragik gegeben als den unglückseligen Unfall, der das Werk seines Betriebsführers Kotthaus jetzt beraubt hat.“